# Forces Armades Portugueses
Les Forces Armades Portugueses (portuguès: Forças Armadas) són l'exèrcit de Portugal. Inclou l'Estat Major de les Forces Armades, els altres cossos unificats, i les tres branques de servei: la marina portuguesa, l'exèrcit portuguès i la Força Aèria Portuguesa.
El President de la República és el seu cap, amb el títol de "Comandant Suprem de les Forces Armades" (Comandante Supremo das Forças Armadas). La gestió de les mateixes, així com la direcció executiva de la política de defensa, no obstant, depèn del govern portuguès, mitjançant el seu ministre de defensa nacional. L'oficial amb un rang més elevat és el Cap de l'Estat Major de les Forces Armades, tenint control operacional durant els períodes de pau, i control total quan es decreta l'estat de guerra.
Les Forces Armades tenen el deure de protegit Portugal, així com donar suport internacional en els esforços per mantenir la pau quan es sol·licita per part de l'OTAN, les Nacions Unides i/o la Unió Europea.